# Министерство иностранных дел Туркменистана
Министерство иностранных дел Туркменистана (туркм. Türkmenistanyň Daşary Işler Ministirligi) — внешнеполитическое ведомство, орган исполнительной власти Туркменистана, осуществляющий государственное управление в области внешних политических связей Туркменистана.

## Общая информация
Подведомственно президенту Туркменистана в соответствии с законодательством Туркменистана.
МИД Туркмении был впервые учреждён в 1991 году, в год образования независимой Туркменистана.
Главная задача министерства — разработка общей стратегии внешней политики, представление соответствующих предложений президенту и реализация внешнеполитического курса государства.
МИД осуществляет свою деятельность посредством дипломатических представительств и консульских учреждений.

## Структура
Структура МИД Туркменистана состоит из 17 подразделений — 15 отделов, 1 управления и редакции журнала «Внешняя политика и дипломатия Туркменистана». Задачи, функции и порядок деятельности структурных подразделений центрального аппарата МИД Туркменистана определяются соответствующими положениями. Структура и численность работников центрального аппарата МИД Туркменистана, а также дипломатических представительств и консульских учреждений Туркменистана за рубежом утверждаются президентом государства.

## Министр иностранных дел Туркменистана
С 2001 года министерство возглавляет Рашид Мередов.

## Здание министерства
В Ашхабаде 1 апреля 2011 года было введено в строй новое здание министерства. Оно имеет оригинальную архитектуру, 14-этажная высотка МИД увенчана гигантским «глобусом», в котором располагаются залы для пресс-конференций, всего в здании 118 рабочих кабинетов и залов для переговоров, актовый зал, конференц-зал, зал для проведения международных конференций. На 11-м этаже имеется смотровая терраса с панорамным видом на туркменскую столицу. Здание возведено по проспекту Арчабил в Ашхабаде, на котором также расположены офисы других туркменских министерств и ведомств.

## Подведомственные организации
- Институт международных отношений МИД Туркменистана